# Gran Premio de Venezuela de Motociclismo de 1978
El Gran Premio de Venezuela de Motociclismo de 1978 fue la primera prueba de la temporada 1978 del Campeonato Mundial de Motociclismo. El Gran Premio se disputó el 19 de marzo de 1978 en el Autódromo Internacional de San Carlos.

## Resultados 500cc
En la categoría reina, el británico Barry Sheene revalida el triunfo del año pasado en este mismo circuito y se coloca como el primer líder de la general. Los estadounidenses Pat Hennen y Steve Baker completaron el podio.
| Pos.     | Piloto            | Equipo | Tiempo     | Pts. |
| -------- | ----------------- | ------ | ---------- | ---- |
| 1        | Barry Sheene      | Suzuki | 48' 21" 3  | 15   |
| 2        | Pat Hennen        | Suzuki | +21" 7     | 12   |
| 3        | Steve Baker       | Suzuki | +57" 3     | 10   |
| 4        | Steve Parrish     | Suzuki | +1 Vuelta  | 8    |
| 5        | Roberto Pietri    | Yamaha | +2 Vueltas | 6    |
| 6        | Gerhard Vogt      | Yamaha | +3 Vueltas | 5    |
| 7        | Leandro Becheroni | Suzuki | +6 Vueltas | 4    |
| Ret      | Virginio Ferrari  | Suzuki | Ret        |      |
| Ret      | Takazumi Katayama | Yamaha | Ret        |      |
| Ret      | Johnny Cecotto    | Yamaha | Ret        |      |
| Ret      | Kenny Roberts     | Yamaha | Ret        |      |
| Sources: |                   |        |            |      |

## Resultados 350cc
El japonés Isao Harimoto se adjudica con mucha autoridad en el primer Gran Premio de la temporada. El nipón sacó casi medio minuto al segundo clasificado Patrick Fernandez. En esta categoría, Walter Villa sufrió un accidente en los entrenamientos y se fracturó el hombro por lo que se tuvo que perder gran parte de la temporada.
| Pos. | Piloto                 | Moto            | Tiempo    | Pts. |
| ---- | ---------------------- | --------------- | --------- | ---- |
| 1    | Isao Harimoto          | Yamaha          | 48' 05" 5 | 15   |
| 2    | Patrick Fernandez      | Yamaha          | +29" 7    | 12   |
| 3    | Paolo Pileri           | Morbidelli      | +41" 9    | 10   |
| 4    | Kork Ballington        | Kawasaki        |           | 8    |
| 5    | Patrick Pons           | Yamaha          |           | 6    |
| 6    | Christian Sarron       | Yamaha          |           | 5    |
| 7    | Éric Saul              | Yamaha          |           | 4    |
| 8    | Gianfranco Bonera      | Yamaha          |           | 3    |
| 9    | Eduardo Alemán         | Yamaha          |           | 2    |
| 10   | Antonio Piccioni       | Yamaha          |           | 1    |
| 11   | Franco Solaroli        | Yamaha          |           |      |
| 12   | Barry Woodland         | Yamaha          |           |      |
| 13   | Carlos Cortés          | Harley Davidson |           |      |
| 14   | Kent Rockwell          | Yamaha          |           |      |
| Ret  | E. Yskenderian         | Yamaha          | Ret       |      |
| Ret  | V. Battistini          | Yamaha          | Ret       |      |
| Ret  | Mick Grant             | Kawasaki        | Ret       |      |
| Ret  | Jean-Claude Hogrel     | Yamaha          | Ret       |      |
| Ret  | Mario Lega             | Morbidelli      | Ret       |      |
| Ret  | F. Commaert            | Yamaha          | Ret       |      |
| Ret  | Felice Agostini        | Yamaha          | Ret       |      |
| Ret  | Vic Soussan            | Yamaha          | Ret       |      |
| Ret  | Olivier Chevallier     | Yamaha          | Ret       |      |
| Ret  | José Cecotto           | Yamaha          | Ret       |      |
| Ret  | Tom Herron             | Yamaha          | Ret       |      |
| Ret  | Gregg Hansford         | Kawasaki        | Ret       |      |
| Ret  | Ferruccio Dalle Fusine | Yamaha          | Ret       |      |
| Ret  | Vincenzo Cascino       | Yamaha          | Ret       |      |
| Ret  | Franco Uncini          | Yamaha          | Ret       |      |
| Ret  | Vinicio Salmi          | Yamaha          | Ret       |      |

## Resultados 250cc
El estadounidense Kenny Roberts se imponía en un duelo cerrado con el piloto local Carlos Lavado, al cual se imponía por ocho décimas. Detrás de ellos, llegaron los franceses Patrick Fernandez y Olivier Chevallier.
| Pos. | Piloto                       | Moto            | Tiempo    | Pts. |
| ---- | ---------------------------- | --------------- | --------- | ---- |
| 1    | Kenny Roberts                | Yamaha          | 47' 15" 6 | 15   |
| 2    | Carlos Lavado                | Yamaha          | +0" 8     | 12   |
| 3    | Patrick Fernandez            | Yamaha          | +37" 3    | 10   |
| 4    | Olivier Chevallier           | Yamaha          | +43" 1    | 8    |
| 5    | Kork Ballington              | Kawasaki        | +43" 1    | 6    |
| 6    | Mario Lega                   | Morbidelli      | +54" 9    | 5    |
| 7    | Anton Mang                   | Kawasaki        | +1' 04" 2 | 4    |
| 8    | Ted Henter                   | Yamaha          | +1' 35" 5 | 3    |
| 9    | Eduardo Alemán               | Yamaha          | +1 giro   | 2    |
| 10   | Vic Soussan                  | Yamaha          |           | 1    |
| 11   | Tom Herron                   | Yamaha          |           |      |
| 12   | Edoardo Elias                | Yamaha          |           |      |
| 13   | Ángel Nieto                  | Yamaha          |           |      |
| 14   | Fernando González de Nicolás | Yamaha          |           |      |
| 15   | Vinicio Salmi                | Yamaha          |           |      |
| 16   | Kent Rockwell                | Yamaha          |           |      |
| 17   | Carlos Morante               | Yamaha          |           |      |
| 18   | Patrick Betancourt           | Yamaha          |           |      |
| 19   | Andrés Pérez Rubio           | Yamaha          |           |      |
| 20   | Riccardo Russo               | Yamaha          |           |      |
| 21   | M. Martinez                  | Yamaha          |           |      |
| Ret  | Barry Woodland               | Yamaha          | Ret       |      |
| Ret  | Claudio Lusuardi             | Harley Davidson | Ret       |      |
| Ret  | Paolo Pileri                 | Morbidelli      | Ret       |      |
| Ret  | Éric Saul                    | Yamaha          | Ret       |      |
| Ret  | Gregg Hansford               | Kawasaki        | Ret       |      |
| Ret  | F. Lusena                    | Yamaha          | Ret       |      |
| Ret  | Franco Uncini                | Yamaha          | Ret       |      |
| Ret  | Mick Grant                   | Kawasaki        | Ret       |      |
| Ret  | José Cecotto                 | Yamaha          | Ret       |      |

## Resultados 125cc
En el que será el duelo de la temporada, primer tanto para la Minarelli del italiano Pier Paolo Bianchi por delante de su compatriota Eugenio Lazzarini (MBA).
| Pos. | Piloto              | Moto       | Tiempo     | Pts. |
| ---- | ------------------- | ---------- | ---------- | ---- |
| 1    | Pier Paolo Bianchi  | Minarelli  | 46' 05" 5  | 15   |
| 2    | Eugenio Lazzarini   | MBA        | +44" 0     | 12   |
| 3    | Víctor León Pacheco | Morbidelli | +1' 20" 6  | 10   |
| 4    | Alejandro Alemán    | Morbidelli | +1' 21" 8  | 8    |
| 5    | Riccardo Russo      | Morbidelli | +2 Vueltas | 6    |
| 6    | Claudio Granata     | Morbidelli | +2 Vueltas | 5    |
| 7    | Luigi Schiavone     | Morbidelli | +5 Vueltas | 4    |
| Ret  | Rafael Olavarria    | Morbidelli | Ret        |      |
| Ret  | Limberg Moreira     | Yamaha     | Ret        |      |
| Ret  | Guido Mancini       | Morbidelli | Ret        |      |
| Ret  | Iván Troisi         | Morbidelli | Ret        |      |
| Ret  | Maurizio Massimiani | Morbidelli | Ret        |      |
| Ret  | Claudio Lusuardi    | Morbidelli | Ret        |      |
| Ret  | Iván Palazzese      | Yamaha     | Ret        |      |
| Ret  | Ángel Nieto         | Bultaco    | Ret        |      |
| Ret  | Thierry Espié       | Motobécane | Ret        |      |
| Ret  | Germano Zanetti     | Morbidelli | Ret        |      |